# Teatr Żelazny
Teatr Żelazny – teatr w Katowicach, z siedzibą przy ulicy Gliwickiej 148a na terenie dzielnicy Załęże, założony w 2011 roku przez Piotra Wiśniewskiego. Prowadzony jest przez Stowarzyszenie Teatr Żelazny, ze spektaklami zarówno dla dorosłych, jak i dla dzieci, także przy współpracy z innymi aktorami i grupami teatralnymi.

## Historia

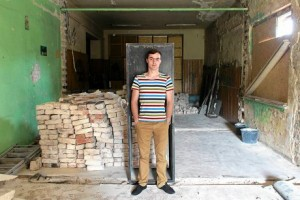
Piotr Wiśniewski podczas remontu w Teatrze Żelaznym (2014)

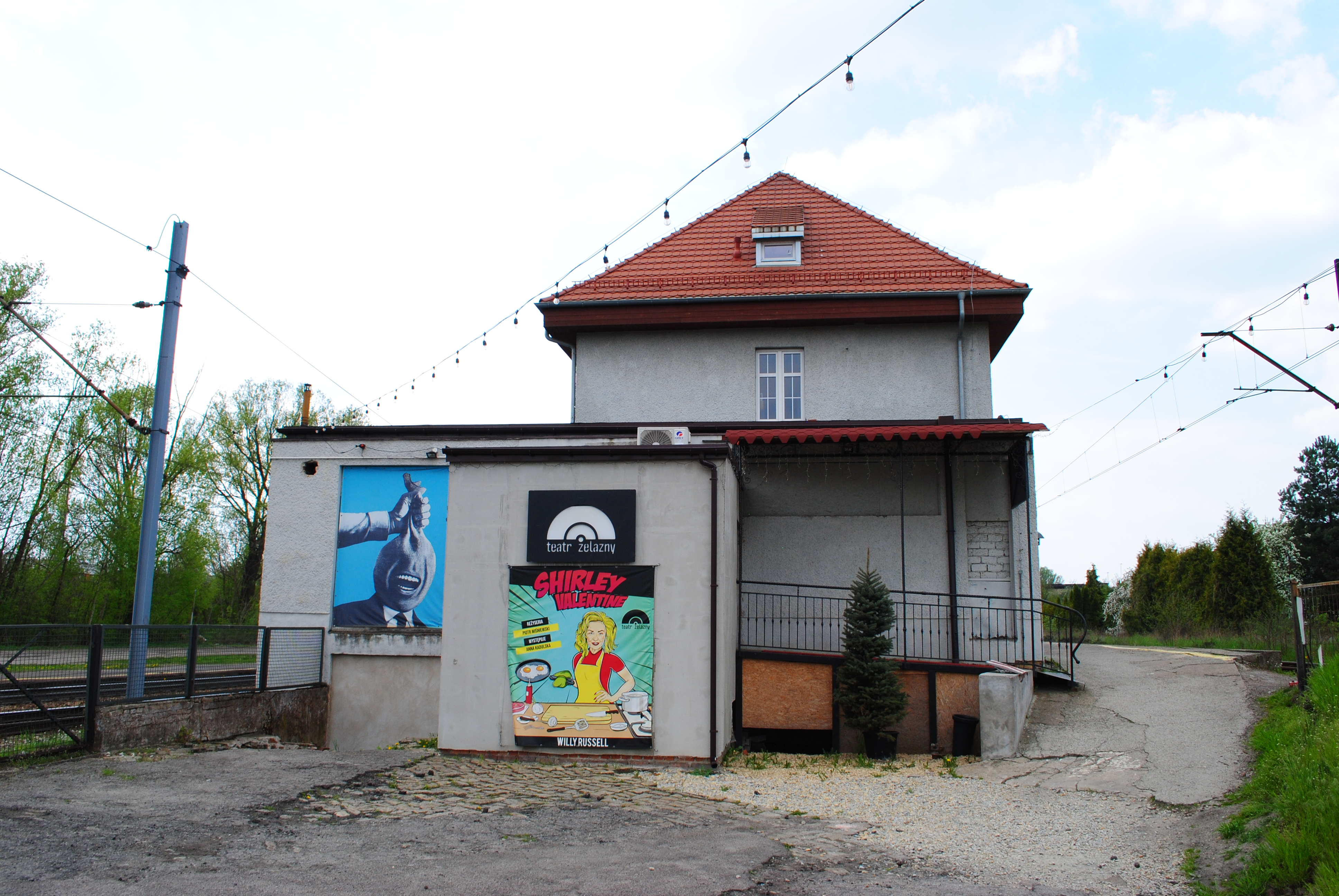
Budynek dworca na stacji Katowice Piotrowice w 2022 roku – siedziba Teatru Żelaznego w latach 2014–2022

Stowarzyszenie Teatr Żelazny zostało założone w 2011 roku z inicjatywy aktora i producenta teatralnego Piotra Wiśniewskiego. Jego celem było stworzyć zespół artystyczny gotowy do pracy na kilku płaszczyznach jednocześnie. Przez pierwsze miesiące działalności Teatr Żelazny działał w Miejskim Domu Kultury „Bogucice-Zawodzie” w katowickiej dzielnicy Bogucice, lecz dążąc do pełnej niezależności i swobody działania rozpoczęto poszukiwania nowej siedziby.
Poszukiwania te doprowadziły do budynku dworca kolejowego na stacji Katowice Ligota, który został wynajęty przez stowarzyszenie 2012 roku. Teatr działał tam następne dwa lata jako Przestrzeń Twórcza Stacja Ligota i Teatr Żelazny, a oficjalna inauguracja odbyła się 26 października 2012 roku. Miejsce przyciągało zarówno okolicznych mieszkańców, jak i widzów teatralnych, a także artystów. Obok sali teatralnej w 2013 roku została otwarta kawiarnia „Kafe Pekape”. 
W okresie działania Teatru Żelaznego w Ligocie powstały takie spektakle, jak: Jeśli pragniesz kobiety, to ją porwij, Ballada o bezpańskiej suce i gołębiu czy Kosmos i Romanca. Gościnnie przyjeżdżały profesjonalne zespoły z całej Polski, m.in.: Teatr Strefa Otwarta, Teatr Bez Rzędów, Teatr w Walizce, Teatr XL, Teatr Sparowani, a także artyści teatralni z niezależnie tworzonymi spektaklami (Piotr Zawadzki z Teatru Zagłębia, Bartłomiej Błaszczyński z Teatru Śląskiego im. Stanisława Wyspiańskiego w Katowicach i inni). 
Przestrzeń twórcza stała się miejscem dla artystów różnych dyscyplin – organizowano wernisaże, wystawy, jam sessions, spotkania autorskie, a także czytania. W 2013 roku do udziału w jednym z nich zaproszono Krzysztofa Globisza. Aktor przyjął zaproszenie Teatru Żelaznego do wspólnego projektu, którym było czytanie performatywne monodramu Marka Koterskiego, Nienawidzę, które odbyło się 15 grudnia. W czytaniu udział wzięli także aktorzy zaprzyjaźnieni z teatrem, wykonując piosenki do tekstów Marka Koterskiego oraz muzyki Marty Bromboszcz. Krzysztof Globisz objął nad Teatrem Żelaznym nad nim patronat honorowy.
W 2014 roku z powodu modernizacji dworca na stacji Katowice Ligota Teatr Żelazny musiał po raz kolejny szukać nowego miejsca, by odnaleźć je w opuszczonym dworcu kolejowym na stacji Katowice Piotrowice przy ulicy Armii Krajowej 40. Secesyjny budynek pełnił swoje funkcje do 2006 roku, a po zamknięciu jego stan techniczny się pogarszał. Fatalny stan budynku wymagał wiele prac. 
Powstała tam amfiteatralna widownia mieszcząca 100 widzów, a gmach ten stał się kolejną siedzibą Teatru Żelaznego, będąc wówczas jednocześnie przestrzenią twórczą skupiającą artystów wszystkich dziedzin: muzyków, plastyków, aktorów i reżyserów. Premierowy spektakl w nowej siedzibie, jakim był Ciało obce Rafała Ziemkiewicza, odbył się w 2016 roku.
W okresie trwania pandemii COVID-19 nie wystawiano spektakli w teatrze, a jego właściciele rozwinęli działalność zawiązaną z edukacją kulturalną. Otwarli także sklep z warzywami, o czym informowały ogólnopolskie media.
Latem 2022 roku Polskie Koleje Państwowe wypowiedziały umowę najmu Stowarzyszeniu Teatr Żelazny, co zapoczątkowało działania na rzecz znalezienia nowej siedziby. Spektakle przez kilka miesięcy odgrywano w głównym gmachu Miejskiego Domu „Kultury” Południe w Katowicach i jednocześnie trwały przygotowania do przeniesienia do wynajętego począwszy od września 2021 roku od miasta miasta Katowice budynku przy ulicy Gliwickiej 148a.

## Działalność

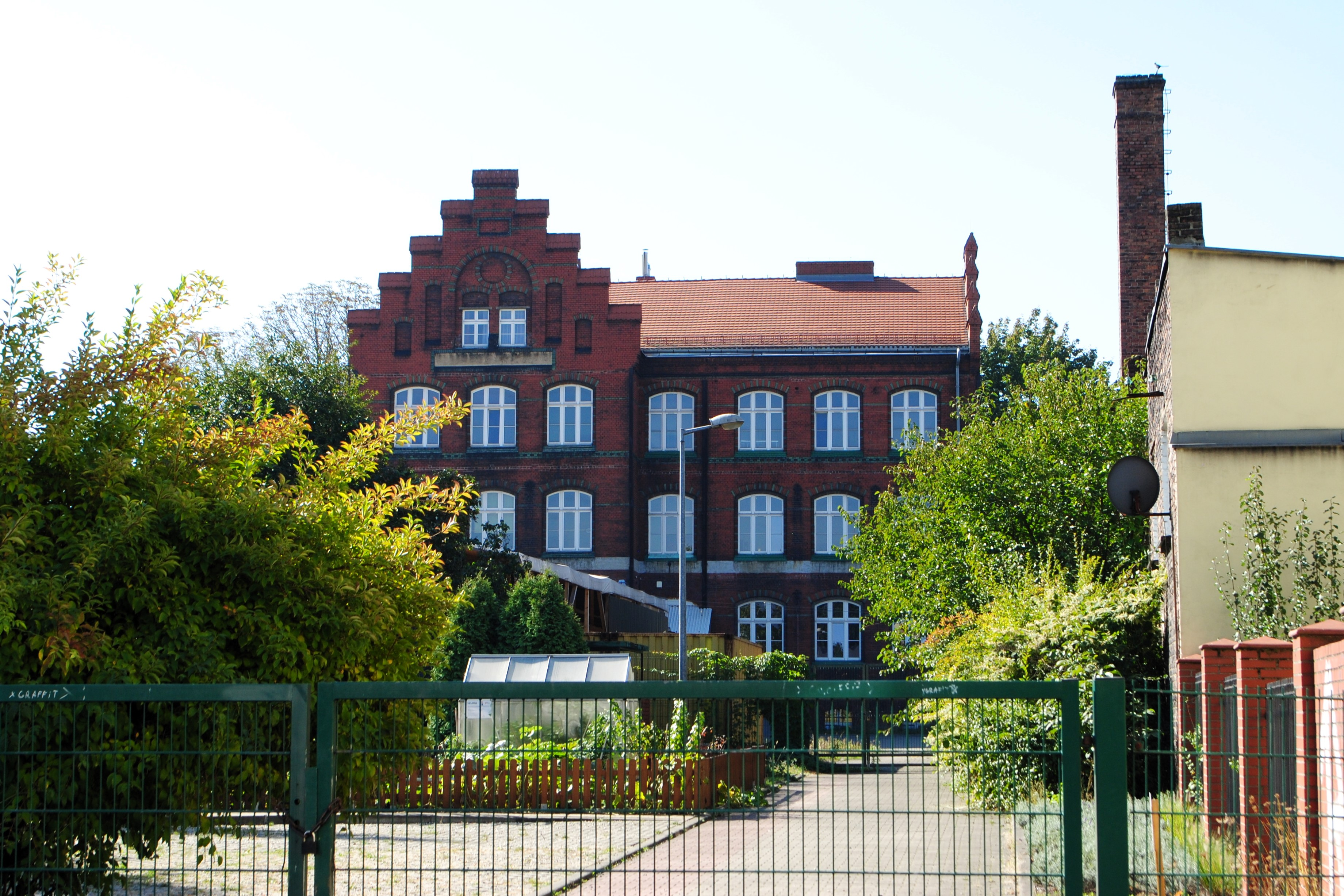
Siedziba Teatru Żelaznego przy ulicy Gliwickiej 148a (2024)

Teatr Żelazny prowadzony jest przez małżeństwo aktorów Martę Marzęcką-Wiśniewską i Piotra Wiśniewskiego. Jego siedziba znajduje się przy ulicy Gliwickiej 148a w Katowicach, na terenie dzielnicy Załęże.
Tematyka spektakli obejmuje głównie zagadnienia i problematykę współczesnego świata oraz stanowi do nich komentarz. Odgrywane są spektakle zarówno dla dorosłych, jak i dla dzieci. 
Pierwszą premierą budynku Teatru Żelaznego na stacji Katowice Piotrowice było Ciało obce, monodram w wykonaniu Piotra Wiśniewskiego, na podstawie prozy Rafała Ziemkiewicza. Następnie odbyła się prapremiera Diwy – kameralnej sztuki z udziałem Małgorzaty Bogdańskiej i Edyty Herbuś. W 2015 roku powstała Parapetówka na motywach powieści Berek Marcina Szczygielskiego, która była debiutem reżyserskim Ewy Błachnio.
Kontynuując założenia Przestrzeni Twórczej Stacja Ligota teatr zaprasza artystów z całej Polski. Z Teatrem Żelaznym współpracują znani artyści, a także debiutanci. Teatr gościł największych twórców polskiego teatru, takich jak: Olgierd Łukaszewicz, Joanna Szczepkowska, Artur Barciś, a także Krzysztof Globisz.
Kolejną głośną premierą było Jabłko Verna Thiessena, w reżyserii Artura Barcisia. Spektakl nagrodzony sotał najważniejszą nagrodą teatralną województwa śląskiego – Złotą Maską 2017.
Piotr Wiśniewski za tworzenie Teatru Żelaznego został Osobowością Roku 2017 w plebiscycie Dziennika Zachodniego.

## Wybrane spektakle
- 2012: Ballada o bezpańskiej suce i gołębiu (reż. Dawid Komuda)[10]
- 2013: Jeśli pragniesz kobiety to ją porwij (reż. Alina Moś-Kerger)[6]
- 2013: Kosmos (rez. Jakub Kasprzak)[6]
- 2013: Romanca (reż. Marcin Ehrlich)[11]
- 2014: Ciało obce[12]
- 2015: Diwa (z Edytą Herbuś)[13][14]
- 2015: Parapetówka (rez. Ewa Błachnio)[15]
- 2016: Pchła Szachrajka (z Martą Marzęcką, reż. Dariusz Wiktorowicz)[16]
- 2016: Złota Rybka[17]
- 2017: Wilk, Koza i Koźlęta (reż. Marta Marzęcka, Piotr Wiśniewski)[18]
- 2017: Kocham i nienawidzę[19]
- 2017: Jabłko (reż. Artur Barciś)[20]
- 2018: Seks dla opornych (reż. Piotr Wiśniewski)[21]